# Trupanea mevarna
Trupanea mevarna är en tvåvingeart som först beskrevs av Walker 1849.  Trupanea mevarna ingår i släktet Trupanea och familjen borrflugor. Inga underarter finns listade i Catalogue of Life.